# Vicenta Michans y Piquer
Vicenta Michans y Piquer de Dot (Valencia, 27 de abril de 1802 - París, 30 de abril de 1863) fue una cantante y guitarrista española.

## Biografía
Su padre, el pintor Francisco Michans Gargori, se trasladó a Madrid después de la Guerra de la Independencia, por lo que recibió en la capital de España su educación musical. Cuando sólo contaba dieciséis años de edad empezó a ser admirada por la alta sociedad madrileña. Fue discípula de Miguel López Remacha y de José Reart y Copons. Fue muy aplaudida en Barcelona, donde dio repetidos conciertos que hicieron época y donde residió desde 1826 tras casarse con el poeta Jaime Dot.
En 1831 dio un concierto en la Granja de San Ildefonso ante los monarcas españoles, Fernando VII y María Cristina, que la llenaron de elogios y la nombraron primera adicta facultativa, del Conservatorio de Madrid.